# Бидловский, Владимир Зиновьевич
Владимир Зиновьевич Бидловский (укр. Володимир Зіновійович Бідловський; 31 мая 1988, Тернополь) — украинский футболист, полузащитник. Выступал за молодёжную сборную Украины до 21 года.

## Биография

### Клубная карьера
Начал заниматься футболом в тернопольском СДЮШОР. В 2005 году попал в «Карпаты». Провёл 14 матчей за юношеские сборные разных возрастных категорий. В соревнованиях под эгидой ДЮФЛУ провел 54 матчей и забил 8 мячей. В первенстве среди дублёров провел 61 матчей, забил 6 мячей.
В чемпионате Украины дебютировал 27 июля 2008 года в матче «Карпаты» — «Шахтёр» (1:1), в том матче он провёл все 90 минут. В августе 2013 года отправился на полгода в «Александрию» за которую выступал ранее.
Летом 2014 года стал полноправным игроком «Александрии». По итогам сезона 2014/15 «Александрия» стала победителем Первой лиги и вышла в Премьер-лигу Украины. Бидловский не являлся игроком основного состава, сыграв в общей сложности 14 матчей. Летом 2015 года находился на просмотре в донецком «Олимпике», но в итоге подписал контракт с киевским клубом «Оболонь-Бровар».
В июне 2016 года покинул «пивоваров» и перешёл в ФК «Рух» (Винники), где играл до 2018 года. Завершил карьеру в 2020 году в стане канадской «Воркуты».

### Карьера в сборной
В составе сборной Украины до 19 лет провёл 14 матчей. Дебютировал в молодёжной сборной Украины 5 февраля 2008 года в товарищеском матче Швеция — Украина (1:0).

## Достижения
- Победитель Первой лиги Украины: 2014/15
- Серебряный призёр Первой лиги Украины: 2013/14